# Saint-Côme-d’Olt
Saint-Côme-d’Olt ist eine französische Gemeinde mit 1.446 Einwohnern (Stand 1. Januar 2022) in der Region Okzitanien im Département Aveyron. Durch den Ort führt der Fernwanderweg GR 65, der weitgehend dem historischen Verlauf des französischen Jakobsweges Via Podiensis folgt.
Von der Vereinigung Les plus beaux villages de France wurde Saint-Côme-d’Olt zu einem der schönsten Dörfer Frankreichs erklärt.

## Geografie und Verkehr
Saint-Côme-d’Olt liegt im südlichen Teil des Zentralmassives am Ufer des Lot, knapp flussabwärts der Einmündung seines rechten Nebenflusses Boralde de Saint-Chély-d’Aubrac. Das Gemeindegebiet gehört zum Regionalen Naturpark Aubrac.
Die nächsten Großstädte sind Lyon im Nordosten (210 km), Toulouse im Südwesten (149 km), Bordeaux im Westen (272 km) und Montpellier im Südosten (131 km).
Der nächste Flughafen ist Rodez-Aveyron, der unter anderem von Air France und von Ryanair angeflogen wird. Über die D988 oder D27 liegt er circa 43 Straßenkilometer entfernt. Die nächste Bahnstation befindet sich ebenfalls in Rodez. In Saint-Côme-d’Olt trifft die D6, die im Lot-Tal verläuft, auf die D987, die aus der Hochebene des Aubrac kommend ins Lottal führt.

## Geschichte
Die ursprüngliche Ansiedelung befand sich rund um eine romanische Kapelle aus dem 10. Jahrhundert. Diese Kapelle steht heute leer, aber sie diente lange Zeit als Sitz der Bruderschaft der „Weißen Büßer“ (franz. Pénitents blancs).

1528 erhielt Saint-Côme-d’Olt Stadtrechte durch den Baron von Calmont d’Olt.

1586 starben etwa 2400 Leute an der zu dieser Zeit wütenden Pest. Der Ort wurde erst von Einwohnern der alten Provinz Quercy neu besiedelt.
Zur Zeit der Französischen Revolution hieß die Gemeinde Montagne-sur-Lot.

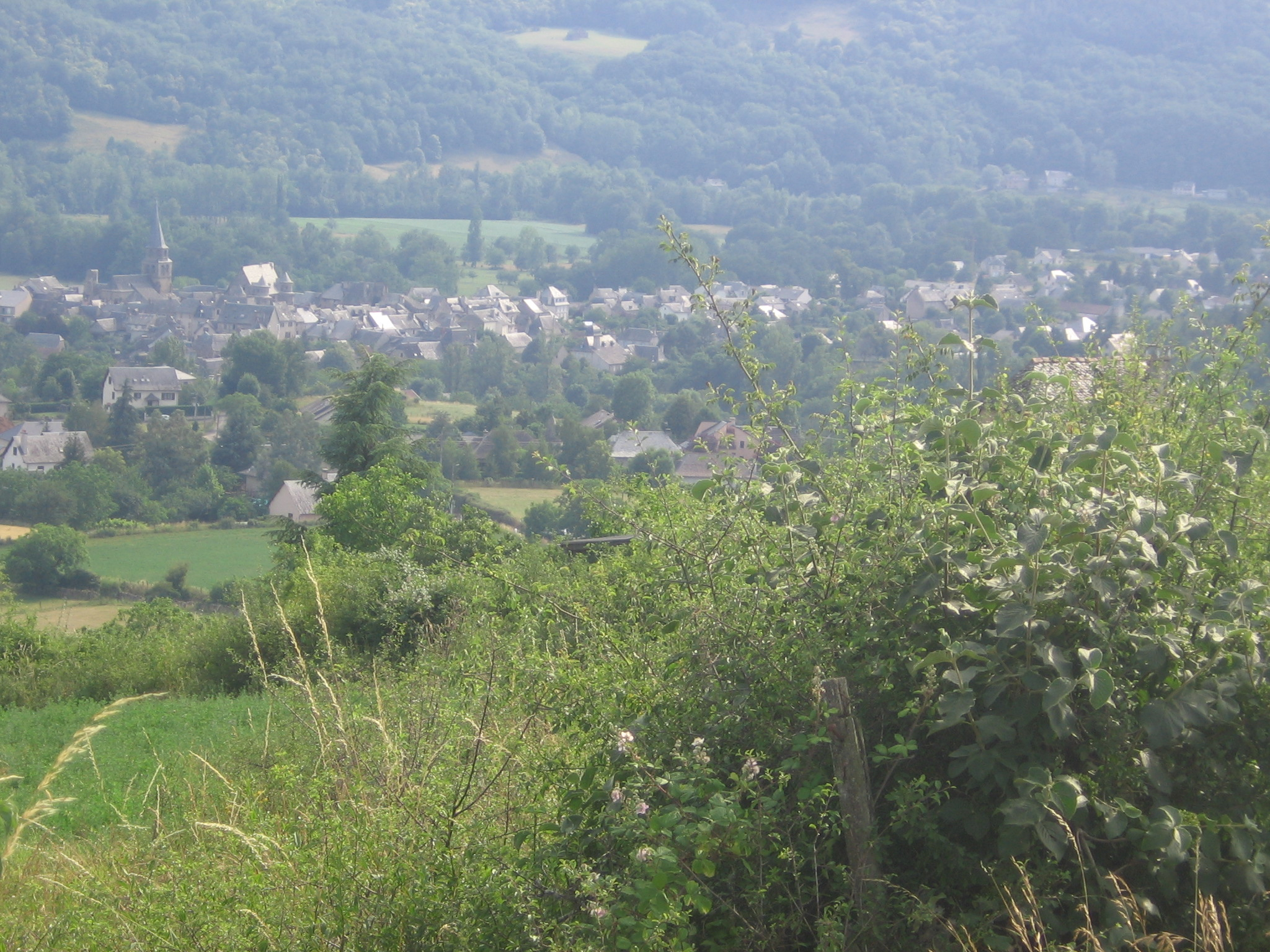
Saint-Côme, aufgenommen vom Pilgerweg im August 2005

### Bevölkerungsentwicklung
| Jahr                       | 1962 | 1968 | 1975 | 1982 | 1990 | 1999 | 2006 | 2016 |
| Einwohner                  | 1057 | 1003 | 1103 | 1207 | 1198 | 1257 | 1380 | 1342 |
| Quellen: Cassini und INSEE |      |      |      |      |      |      |      |      |

## Jakobsweg (Via Podiensis)
In Saint-Côme-d’Olt gibt es neben der Touristinformation Hotels und Restaurants, sowie mehrere Pilgerherbergen (französisch: Gîte d’étape). Außerdem verfügt der Ort über einen Campingplatz. Der Jakobsweges verläuft weiter lotabwärts nach Espalion. Dorthin führt als Nebenstraße die D556, oder als Hauptverkehrsstraße die D987.

## Sehenswürdigkeiten

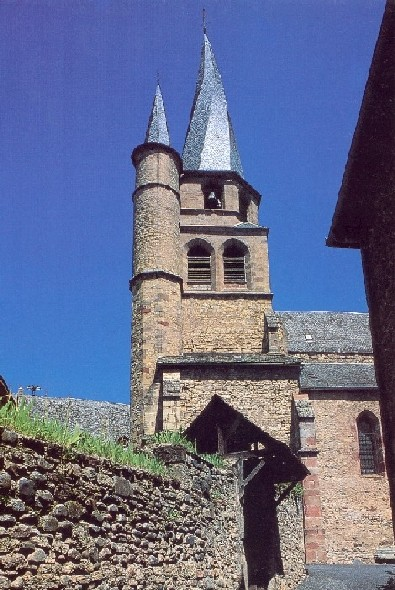
Pfarrkirche Saint-Côme

- Pfarrkirche Saint-Côme (16. Jahrhundert) mit besonders geformtem Glockenturm. Der Bau wurde von Bischof von Angoulême und Prior von Saint-Côme-d’Olt, Antoine d’Estaing, veranlasst. Als Baumeister wurde Antoine Salvanh beauftragt, der auch die Kathedrale von Rodez entwarf.
- Büßer-Kapelle. Ursprünglich Hospiz für die Pilger, wurde sie durch die Bruderschaft der „Weißen Büßer“ im 18. Jahrhundert restauriert. Heute dient sie als Ausstellungsstätte.
- Altstadt mit Häusern aus dem 15. und 16. Jahrhundert. Diesen seit fast 600 Jahren nahezu unveränderten und intakten Teil des Ortes betritt man durch eines der drei Stadttore.